# Paul von Hatzfeldt
Melchior Hubert Paul Gustav Graf von Hatzfeldt-Wildenburg (Düsseldorf, 8. studenog 1831. — London, 22. studenog 1901.) bio je njemački diplomat, veleposlanik u Istanbulu od 1878. do 1881., ministar vanjskih poslova Njemačke, i predsjednik ministarstva vanjskih poslova Njemačke od 1881. do 1885. Bio je veleposlanik u Londonu 1885. – 1901., tijekom perioda kad je potpisan Jangce dogovr 1900. Otto von Bismarck ga je jednom opisao kao "das beste Pferd im diplomatischen Stall" – najboljeg konja u diplomatskoj štali. 
Na mjestu ministra vanjskih poslova naslijedio ga je Herbert von Bismarck.
Bio je član kuće Hatzfeld, rođen je u Düsseldorfu. Majka mu je bila Sophie von Hatzfeldt.

## Nagrade
- Nagrađen je ordenom za zasluge pruske kurne - 8. studenog 1901. - kada je dao ostavku na mjesto veleposlanika u Londonu.